# Wilhelm Wieprecht

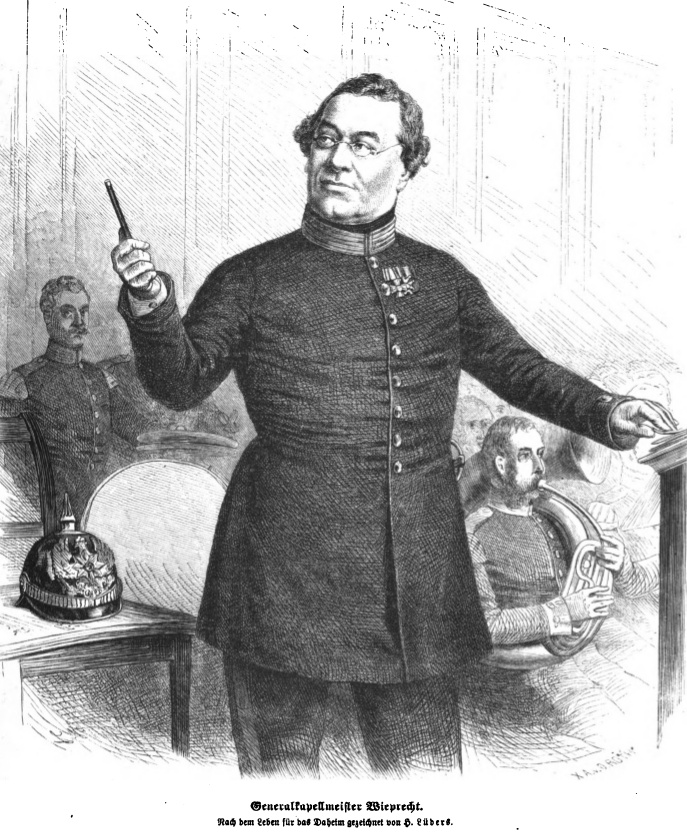
Wilhelm Wieprecht

Wilhelm Friedrich Wieprecht (Aschersleben, 8 augustus 1802 – Berlijn, 4 augustus 1872) was een Duits componist, dirigent en arrangeur. Hij geldt als de grote hervormer van de Duitse militaire muziek, ook al hadden de westelijk van Duitsland gelegen orkesten een heel andere bezetting en - vanzelfsprekend - een ander klankidioom.

## Levensloop
De vader van Wieprecht, die als trompettist de veldtochten van 1790 en 1806 meegemaakt had, was een veelzijdig muzikant: hij speelde viool, fluit, klarinet enz. Hij leefde in Aschersleben als stadsmuzikant. Het was vanzelfsprekend, dat zijn zoon Wilhelm al vroeg muzieklessen kreeg. Op 10-jarige leeftijd gaf hij al een openbaar vioolconcert. Toen zijn vader Wilhelm niets meer kon bijleren, kreeg hij van de hofmuzikant Hünerbein, een leerling van Louis Spohr, verdere muzieklessen. In 1821 vertrok hij naar Leipzig, waar hij een aanbevelingsnota van de stadkapelmeester Barth kreeg en van Rörte, die hem een contact met Carl Maria von Weber adviseerde. Met deze aanbeveling ging Wieprecht naar Dresden, waar hij eerst muzikant werd in het orkest van de stadmuziekdirecteur Johann Gottfried Zillmann. Carl Maria von Weber heeft zich voor Wieprecht ingezet en hem met Louis Haase in contact gebracht voor verdere studies. In Dresden ontmoette hij de bekende klarinettist Rotte, voor wie hij klarinetstukjes componeerde. In juni 1822 nodigde Barth hem uit, naar Leipzig te komen, om lid van het Gewandhausorchester te worden. In dit symfonieorkest speelde hij viool, maar in de Stadtkapelle, een harmonieorkest, voltooide Wieprecht zijn kennis van blaasinstrumenten. In 1824 werd hij op advies van zijn neef Flügel, die muziekdirecteur van het Berlijnse ballet was, kamermuzikant in Berlijn.
In Berlijn kwam hij in intensief contact met de militaire muziek. Voor het Koninklijke Paleis hoorde hij een muziekkapel van de Infanterie de ouverture tot Le Nozze di Figaro van Wolfgang Amadeus Mozart spelen. Het volgende citaat is gedocumenteerd: War es die Rhythmik, die Melodik, die Harmonie oder die Verschmelzung dieser verschiedenen Elemente, die mich so gewaltsam erschütterte? - Als ich nun diese Militair-Capelle auf ihrem Hinmarsche zur Wachtparade verfolgte und dort dieselbe im geschlossenen Kreise die Ouvertüre zu Mozarts Figaro spielen hörte, da wurde es in meinem Herzen zum festen Entschluss, mich von nun an dem Fache der Militairmusik ausschließlich zu widmen. Bei meinen gesammelten Vorkenntnissen im Gebiete der Blase-Instrumenten fühlte ich einen Beruf hierzu und übersah mit einem Blick, dass ich recht bald in diesem Fache etwas Tüchtiges leisten würde. Hij vermoedde niet, dat veel werk op hem wachtte.
De muziekkorpsen van de cavalerie waren uit muzikanten samengesteld, die uitsluitend op instrumenten zonder ventielen speelden. Zij hadden heel weinig of geen authentieke literatuur. Voor het trompetkorps van de garde-dragonder van majoor Gottlieb von Barner (1786-1846) schreef hij zes marsen. Deze ontwikkelden zich spoedig tot het standaardrepertoire van het korps. De commandant van de Muziekkapel gaf hem aansluitend de gelegenheid om het trompetkorps volgens eigen ideeën te reorganiseren. De veranderde bezetting was: 6 trompetten, 2 kleppenhoorns, 2 tenorhoorns, 1 tenorbashoorn en 2 bas-trombones. Het gevolg van dit grote succes in Berlijn was, dat al spoedig andere cavalerie- en dragonder-muziekkapellen en -trompetkorpsen ook veranderd werden.
In 1829 kreeg hij van de Koning Frederik Willem III van Pruisen de opdracht het muziekkorps van de lijfwacht in Potsdam te reorganiseren en droeg hem de opleiding van alle trompetters op. Kort daarna had Wieprecht - samen met de Berlijnse hofinstrumentenbouwer Johann Gottfried Moritz - de bastuba ontwikkeld. Vroeger gebruikte ment een zogenoemd bombardon met ventielen, maar die kon zich tegen de nieuwe mogelijkheden van de ontwikkelde bastuba nier doorzetten. In 1835 werd de bastuba gepatenteerd.
In 1835 benoemde Prins Albrecht van Pruisen Wieprecht tot inspecteur van de drie muziekkapellen van zijn brigade. Uit deze drie korpsen ontwikkelde Wieprecht een orkest met 80 muzikanten, waarmee hij talrijke, succesvolle concerten gaf. Bij een huwelijk in 1837 speelde dit orkest de Fackeltanz van Gaspare Spontini en een Fackeltanz van Wilhelm Wieprecht in herhaling zonder onderbreking en behaalde daarmee een groot succes.
Op 2 februari 1838 werd Wieprecht directeur van alle muziekkapellen van het garde-korps. Op 8 mei dat jaar kwam de Russische Tsaar Nicolaas I van Rusland op bezoek naar Duitsland. Voor deze gelegenheid stelde Wieprecht een reusachtig orkest samen met 1000 muzikanten en 200 tambours uit alle Berlijnse muziekkorpsen. Bij een tweede concert speelde dit orkest de Olympia-Ouverture van Gaspare Spontini en de Jubelouverture van Carl Maria von Weber. Een belangrijk punt is dat op 10 augustus 1838, toen 's avonds de Russische Tsaar Nicolaas I van Rusland bij de troepen in Landshut was, op persoonlijk besluit van Frederik Willem III van Pruisen de Zapfenstreich für alle Preußischen Armeen ingezet werd. Sindsdien werd de Zapfenstreich ook Russische Zapfenstreich genoemd. Wilhelm Wieprecht creëerde daarin door samenvoeging van de cavalerie-retraite en het gebed van Dmytro Bortnjansky met Zapfenstreich, en bepaalde inzetten van de tamboeren het nog actueel geldige Ceremonieel van de Großer Zapfenstreich, die in Duitsland bij de afscheid van grote politieke persoonlijkheden gespeeld wordt.
Er volgden concerten met even grote orkesten in Lüneburg en Koblenz ter gelegenheid van het bezoek van Koningin Victoria van het Verenigd Koninkrijk.
Daarna werd de hele Pruisische militaire muziek gereformeerd, met name wat hun bezetting betreft. Ook in Zweden en in Denemarken werd deze hervorming in de militaire muziekkorpsen overgenomen. In 1847 heeft Wieprecht ook de militaire muziekkorpsen van Turkije gereformeerd. In 1852 ging een assistent van Wieprecht naar Guatemala om de militaire muziekkorpsen ook te reformeren. In 1857 werd Wieprecht lid van de Zweedse Akademie. Giacomo Meyerbeer, Gaspare Spontini en Franz Liszt, die met Wieprecht bevriend waren, vroegen hem verschillende transcripties van hun werken te maken en hadden in het Parijse conservatorium een college met Wieprecht aangevraagd om de theorieën en hervormingen van Wieprecht te leren.
Het hoogtepunt van de muzikale loopbaan was ongetwijfeld het concours van de militaire muziekkorpsen tijdens de Wereldtentoonstelling van 1867 op 21 juli 1867 in Parijs. In de jury zaten onder andere Ambroise Thomas, Hans Guido von Bülow, Félicien David en Léo Delibes. Hier speelden de bekendste militaire muziekkorpsen uit heel Europa om de eer. Wieprecht speelde met de verenigde kapellen van het 2e Garde-Regiment en het Grenadierregiment "Kaiser Franz" naast het verplichte werk, de ouverture tot de opera Oberon van Carl Maria von Weber, een fantasie uit de opera Der Prophet van Giacomo Meyerbeer en kreeg unaniem de 1e prijs toegekend. Napoleon III heeft Wieprecht twee maal uitgenodigd om naar Versailles te komen en Wieprecht werd door hem onderscheiden met het erekruis van het Franse Legion d'Honneur.

## Composities

### Werken voor harmonieorkest (Militaire Kapel)
- 1825 Parademarsch no. 1 Es-groot uit "Sechs Märsche für Cavallerie-Musik"
- 1825 Parademarsch no. 2 Es-groot uit "Sechs Märsche für Cavallerie-Musik"
- 1840 Marsch zur Einholung des Königs in Berlin - Einholungsmarsch (voor de Intronisatie van Frederik Willem IV van Pruisen op 21 september 1840 in Berlijn)
- Armee-Marsch Nr. 133
- Cavalleriemarsch
- Drei Märsche zur Einholung des Prinzen Frederik Willem IV van Pruisen und der Prinzessin
- Friedrike-Gossmann-Polka
- Grand Pas-Redoublé I und II
- Huldigungsmarsch
- Konzert für Klarinette
- Marsch für Kavallerie Nr. 21
- Marsch für Kavallerie Nr. 30
- Mein erster Defiliermarsch
- Militairische Trauerparade
- Musikalische Erinnerungen an die Kriegsjahre 1813, 1814, 1815
- Ouvertüre Militair
- Pastillons-Polka
- Sechs Märsche für Kavalleriemusik
- Triumphmarsch nach Themen des 5. Klavierkonzerts Es-Dur von Ludwig van Beethoven
- Victoria Marsch (Princess Royal Victoria-Marsch)
- Wilhelmsmarsch
- 40 Parademärsche für Cavallerie
- 31 Defiliermärsche für die Infanterie

### Instrumentaties van werken van onbekende componisten
- 1822 Marsch des Österreichischen Infanterie-Regiments 52 "Erzherzog Franz Karl" (1822) von König Frederik Willem III aus Neapel mitgebracht
- 1828 Marsch vom Kronprinzen aus Italien mitgebracht (1828)
- Marsch der Sardinischen Garde Brigade (Marsch aus Turin)

### Publicaties
- Wilhelm Wieprecht: Briefe über die Preußische Militairmusik: Der Instrumentenmacher Sax in Paris als Erfinder